# Lawrence Colburn
Lawrence Colburn (kurz Larry Colburn; * 6. Juli 1949 Coulee Dam, Washington; † 13. Dezember 2016 in Canton, Georgia) war ein Veteran der United States Army, der im Vietnamkrieg als Bordschütze eines Hubschraubers diente. Zusammen mit der restlichen Hubschrauberbesatzung, Hugh Thompson junior und Glenn Andreotta, war er maßgeblich an der Beendigung des Massakers von Mỹ Lai beteiligt. Hierfür wurde er zusammen mit den beiden anderen im Jahr 1998 mit der Soldier’s Medal sowie 1999 mit dem Peace Abbey Courage of Conscience Award ausgezeichnet.

## Leben
Colburn wurde 1949 in Coulee Dam, Washington geboren. Nachdem er die Highschool ohne Abschluss verlassen hatte, trat er 1966 der US Army bei. Nach dem Beginn des Vietnamkrieges wurde er im Dezember 1967 nach Südvietnam versetzt und der 161st Assault Helicopter Company (später 123rd Aviation Battalion) zugeteilt. Zusammen mit Hugh Thompson junior (Pilot) und Glenn Andreotta (Wartungstechniker, Bordschütze) bildete er dort die Besatzung eines Hiller-H-23-Aufklärungshelikopters.

### Das Massaker von Mỹ Lai
Am Morgen des 16. März 1968 erhielten Thompson, Andreotta und Colburn den Auftrag, mit ihrem Hubschrauber das Vorgehen der Task Force Barker bei der Einnahme des Dorfes Sơn Mỹ (zu dem auch Mỹ Lai gehört) zu unterstützen. Bei mehreren Überflügen des Dorfes wurden sie schließlich auf das am Boden begonnene Massaker aufmerksam. Unter Androhung von Waffengewalt gegen die am Boden vorgehenden Soldaten konnten die drei insgesamt elf vietnamesische Zivilisten retten und ausfliegen.
Obwohl die US Army Versuche unternahm, das Massaker zu vertuschen, wurde die Hubschrauberbesatzung für ihre Rettungsaktion ausgezeichnet. Colburn und Andreotta erhielten den Bronze Star (Andreotta posthum), während Thompson das Distinguished Flying Cross erhielt.

### Leben nach dem Vietnam-Krieg
Nach dem Vietnamkrieg verließ Colburn die US-Army und ging in die Privatwirtschaft. Später führte er ein Unternehmen in Atlanta, das orthopädisches Material vertrieb.
Dreißig Jahre nach dem Massaker wurden Colburn, Thompson und Andreotta (posthum) mit der Soldier’s Medal ausgezeichnet. Die Soldier’s Medal ist die höchste Auszeichnung der US-Streitkräfte, die für Taten ohne direkte Feindeinwirkung verliehen werden kann. Galten sie jahrelang als Nestbeschmutzer, so hatte sich ihr Ansehen auch innerhalb der Streitkräfte somit massiv gebessert. So hieß es während der Verleihung, die drei hätten einen Standard gesetzt, dem alle anderen Soldaten folgen müssten.
Zu Ehren von Hugh Thompson gründete Lawrence Colburn 2010 die Hugh Thompson Foundation. Die Organisation kümmert sich um die Anliegen von Soldaten und Kriegsveteranen, die wie Thompson, Andreotta und Colburn eine richtige Entscheidung trafen und hierfür angefeindet oder bestraft wurden. Er starb im Dezember 2016 in seinem Zuhause im US-Bundesstaat Georgia an den Folgen von Leberkrebs.

## Ehrungen
- Soldier’s Medal
- Bronze Star
- Peace Abbey Courage of Conscience Award[6]